# Khu phi quân sự
Khu phi quân sự, giới tuyến quân sự hay vùng phi quân sự (tiếng Anh: Demilitarized Zone, viết tắt: DMZ) là một loại khu vực, biên giới hoặc ranh giới nằm giữa hai hay nhiều lực lượng quân sự đối lập mà tại đó hoạt động quân sự không được phép tiến hành. Mục tiêu chính của DMZ thường là ngăn chặn xung đột và tạo điều kiện cho đàm phán. Giới tuyến phi quân sự thông thường được hình thành bởi thỏa thuận song phương, đa phương hoặc hiệp định đình chiến, hiệp định hòa bình. Trong DMZ, mọi hoạt động quân sự đều bị nghiêm cấm và thường có sự giám sát của các tổ chức quốc tế. Nói chung, giới tuyến phi quân sự nằm bao trùm lên đường kiểm soát và trên thực tế, hình thành biên giới giữa các quốc gia.
Một số khu phi quân sự trở thành vùng bảo tồn thiên nhiên một cách không có chủ ý. Lý do là vùng đất này nguy hiểm cho các hoạt động của con người và vì thế không bị con người can thiệp hay săn bắn. Ví dụ tiêu biểu là Khu phi quân sự bán đảo Triều Tiên ở vĩ tuyến 38.
Mặc dù có nhiều khu phi quân sự cũng là vùng trung lập mà không bên nào được phép kiểm soát cho dù là hành chính dân sự, vẫn có những trường hợp một khu vực phi quân sự được giao cho một bên kiểm soát toàn bộ, song không được triển khai quân sự trong vùng.
Cũng có khi các bên tham chiến chấp nhận đặt ra một vùng phi quân sự cho dù tranh giành lãnh thổ vẫn chưa ngã ngũ. Khu phi quân sự này là phương tiện cho các hoạt động hòa bình như trao đổi ngoại giao, thiết lập toà án quốc tế, cứu trợ dân thường, v.v..

## Những khu phi quân sự hiện nay

### Châu Phi
- Khu phi quân sự tại bắc Maroc nằm giữa nước này và các thành phố do Tây Ban Nha kiểm soát là Ceuta và Melilla. Maroc chưa bao giờ thừa nhận hai thành phố trên thuộc lãnh thổ Tây Ban Nha.

### Châu Âu

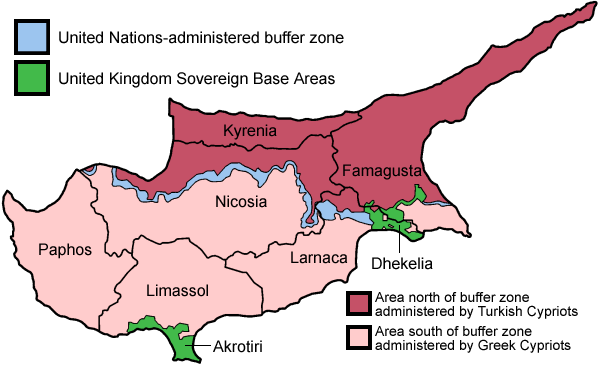
Đảo Síp

- Khu phi quân sự đảo Síp phân cách Cộng hòa Thổ Nhĩ Kỳ tại phía bắc đảo Síp (quốc gia tự tuyên bố độc lập nhưng không được quốc tế thừa nhận) với Cộng hòa Síp. Vùng này do Liên hợp quốc lập ra năm 1974 sau cuộc tấn công của Thổ Nhĩ Kỳ vào đảo Síp.

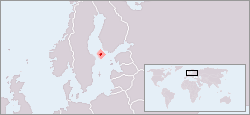
Vùng phi quân sự Åland - Phần Lan

- Khu phi quân sự Åland – vùng đất tự trị ở bờ biển phía đông của Phần Lan, được quy định bởi Hội Quốc Liên năm 1921, nhằm đảm bảo tính phi quân sự và trung lập của quần đảo này. Việc quy định này được đưa ra sau khi xảy ra bạo động ở đây trong hai năm 1920-1922, khi người dân Åland muốn sát nhập vào Thụy Điển do có chung văn hóa và ngôn ngữ. Tuy nhiên, Hội Quốc Liên đã quyết định rằng Åland sẽ vẫn là một phần của Phần Lan nhưng được hưởng một mức độ tự trị cao, bao gồm việc cấm đóng quân và xây dựng các căn cứ quân sự.
- Vùng đất trung lập nằm giữa Gibraltar của Anh và Tây Ban Nha. Dải đất này rộng bằng 2 lần tầm bắn đại bác, đặt ra bởi Hiệp định Seville năm 1729. Năm 1908, người Anh xây dựng một hàng rào bên phần đất trung lập do họ kiểm soát. Để tránh xung đột với Tây Ban Nha, hàng rào này được đặt cách lằn ranh 1 m về phía Anh. Ngày nay, dù cả Anh và Tây Ban Nha đều thuộc Liên minh châu Âu, hàng rào này vẫn có tác dụng vì Gibraltar là vùng đất có thuế đặc biệt thấp. Biên giới hai bên mở cửa 24 giờ trong ngày cho phép Tây Ban Nha thu thuế các lượt hàng hóa, người qua lại.
- Quần đảo Svalbard của Na Uy: Hiệp định Svalbard ngày 9 tháng 2 năm 1920 thừa nhận quyền kiểm soát của Na Uy trên quần đảo (vì vậy quần đảo này không phải khu trung lập), chấm dứt mọi tuyên bố của bất kỳ quốc gia nào về chủ quyền với quần đảo này. Hiệp định cũng quy định quần đảo là khu phi quân sự.
- Bức tường Berlin.

### Châu Á
- Vùng ngăn cách Kuwait và Iraq: đây là dải đất dài 120 dặm Anh (192 km), rộng 4,8 km (3 dặm Anh) về phía Kuwait và 9,6 km (6 dặm Anh) về phía Iraq. Vùng phi quân sự này lập ra bởi Hội đồng Bảo an Liên Hợp Quốc, chạy từ biên giới hai nước trên với A-rập Saudi đến bờ biển Vịnh Péc-xích
- Khu phi quân sự bán đảo Triều Tiên ngăn cách Cộng hòa Dân chủ Nhân dân Triều Tiên và Đại Hàn Dân Quốc, lập ra bởi Liên hợp quốc năm 1953 cho phép Chiến tranh Triều Tiên ngừng bắn.

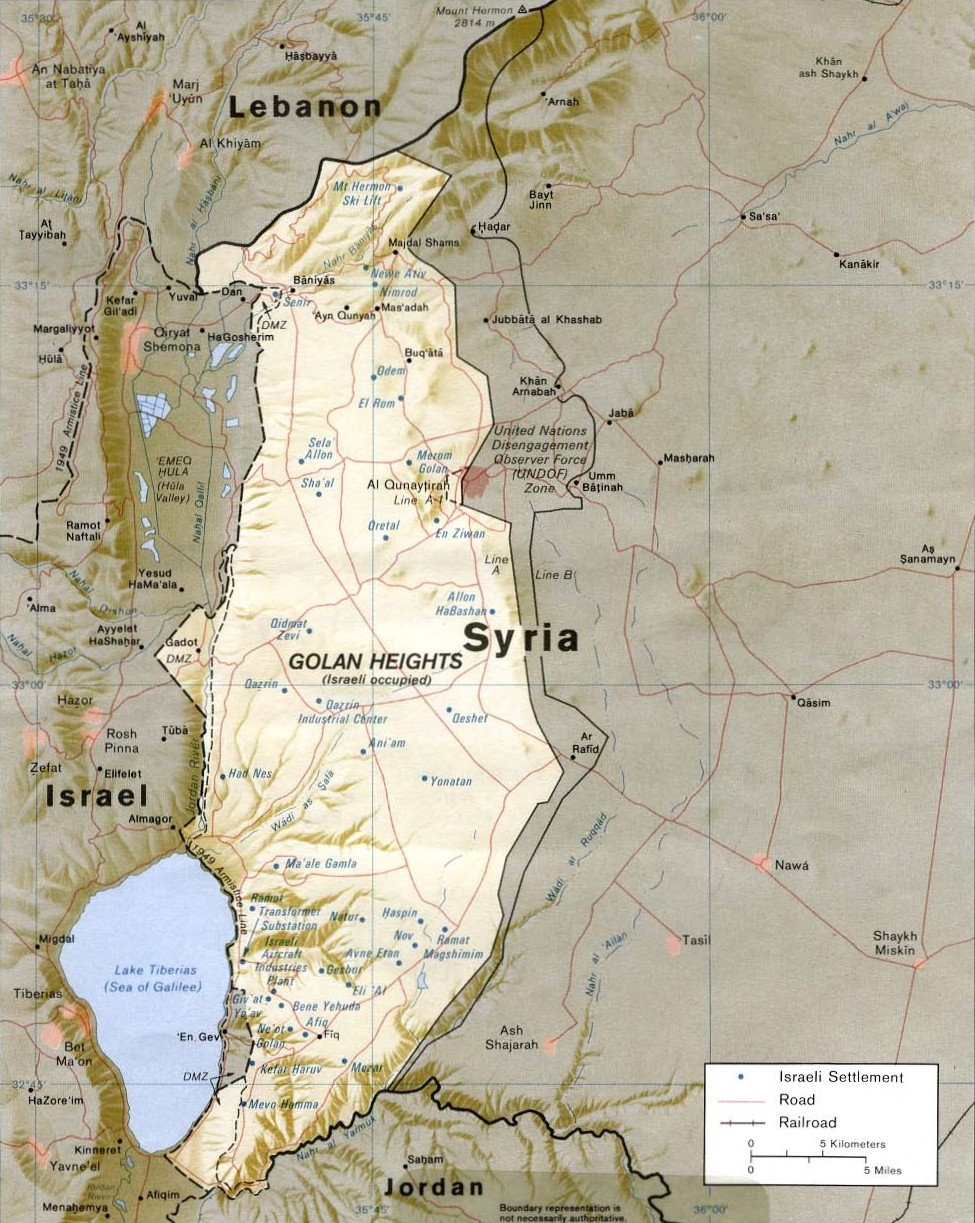
Cao nguyên Golan

- Khu phi quân sự giữa Syria và Israel trên cao nguyên Golan, lập ra bởi Liên hợp quốc năm 1974.

### Nam Cực
- Hiệp định Nam Cực ký bởi 45 quốc gia, có hiệu lực ngày 23 tháng 6 năm 1961, cấm mọi hoạt động quân sự tại Nam Cực, tuy vậy quân nhân và thiết bị quân sự vẫn có thể được huy động ở vùng này với mục đích hòa bình.

## Những khu phi quân sự nổi tiếng trong lịch sử
- Vùng Rhineland của Đức là khu phi quân sự sau Chiến tranh thế giới thứ nhất theo Hiệp ước Versailles năm 1919. Rhineland bị nước Đức phát xít chiếm lại và bỏ tình trạng phi quân sự năm 1936.
- Khu phi quân sự giữa Trung Hoa Dân Quốc và Mãn Châu: Quân đội Nhật Bản bắt đầu chiếm Mãn Châu từ tháng 9 năm 1931 đến tháng 2 năm 1932 và thành lập chính phủ bù nhìn cho vùng đất này. Tháng 5 năm 1933, Hiệp ước Tanggu giữa Trung Hoa và Nhật Bản xác định ranh giới tồn tại giữa vùng khu vực Mãn Châu với phần còn lại của lãnh thổ Trung Quốc là khu phi quân sự.
- Các khu phi quân sự giữa Israel với Syria (ba vùng), giữa Israel với Ai Cập và giữa Israel với Jordan sau cuộc chiến tranh Ả rập – Israel, 1948.
- Khu phi quân sự Vĩ tuyến 38 trên Bán đảo Triều Tiên phía Nam là Hàn Quốc quản lý, phía Bắc do Bắc Triều Tiên quản lý. Hiện nay khu vực phi quân sự này vẫn còn tồn tại và hai nước trên luôn trong trạng thái chiến tranh.
- Khu phi quân sự vĩ tuyến 17, một bên là Quốc gia Việt Nam, Việt Nam Cộng hòa, và Cộng hòa Miền Nam Việt Nam ở miền nam, một bên là Việt Nam Dân chủ Cộng hoà ở miền bắc, nó được lập ra lập ra khi Hiệp định Genève về Việt Nam được ký vào ngày 21 tháng 7 năm 1954. Khu phi quân sự này rộng 1,6 km (một dặm Anh) về mỗi phía tính từ bờ sông Bến Hải, bắt đầu từ biên giới Việt Nam–Lào cho đến bờ Biển Đông, nó bị bãi bỏ khi Việt Nam tái thống nhất ngày 2 tháng 7 năm 1976.